# Трикотажа Пелистер
Трикотажа Пелистер је македонско предузеће које се бави производњом конфекције. Седиште производње је у Битољу, са изпоставом код села Цапари.

## Историја
Као почетник текстилне индустрије у битољској општини 1923. основано је предузеће „БИТ” — Битолска текстилна индустрија. Творница је имала на почетку две оделка - шивање и плетење. Тада је било у творници 20 машина за кружно плетење (фирма Руншутл), једна раух машина, једна машина филцкалендер и неколико машина за превијање. Због велике печалбе Македонаца у иностранство установљена је изпостава у селу Цапари, која је задржала житеље села Ротино, Ђавато и Цапари. Крој је тада био још ручан. Брза индустриализациа након првог светског рата у Краљевини Југославији је допринела развоју и општини Битољ. На почетку је било запослено 30 радника, број је нарасао на 3406 у 1981. години. Текстилна индустрија исте године доприноси 28,9% производње.
Први штрајк (демонстрација) радника творница је имала већ 1938. године, док је Савез радника формиран 1951.

## Међународни сајми моде
Трикотажа Пелистер је суделовала и на модним сајмима. До 1983. трећи пут добија награду Биљана на сајму „Модест 83”. За то време имала је велик извоз у Аустрију, Француску, Британију, Мађарску, Швајцарску. Изпостава творнице у селу Цапари извозила је у Азију, Кувајт и Ирак..
У Југославији текстил се продавао по робним кучама „Србијатекс”, „Меркур”, „Текстил” — Београд; „Трготекстил”, „Интерпромет” — Скопље; „Текстилпромет” — Загреб; „Текстил” — Љубљана; „Вема” — Марибор; „УНИ-комерц” — Сарајево; „Стотекс” — Краљево.